# Копитки
Ко́питки або ка́питка (біл. Капыткі́, пол. Kopytka) — білоруська національна страва у вигляді кльоцок з тертої картоплі. Відомі в білоруській, литовській, польській кухнях, а в українській схожі за приготуванням та складниками — палюшки.

## Етимологія
Слово копитки походить від іменника копитці, зменшувальна форма й у множині слова копито (біл. Капыта, пол. Kopyto). Таким чином білоруси, помітивши схожість ромбоподібної форми страви та відбитків їхньої домашньої худоби (кіз та овець).

## Вигляд
Копитки мають вигляд маленького ромбоподібного копитця: приплюснуті ромбики із змішаного тіста, запеченого і звареного.
Використовуються як гарнір до м'ясних страв, або ж як самостійна страва заправлена соусами, шкварками, олією.

## Рецепти
Копитки готують з тіста без дріжджів двома способами: з тертої або з відвареної картоплі. Страва з натертої картоплі вважається білоруською, а з відвареної картоплі роблять польські і литовські страви.

### Складники
Класичний білоруський рецепт — із небагатьох складників, а вже пізніше кожна господиня додавала, на свій смак, додаткові:
- Картопля — 1,2 кг;
- Борошно — 0,5 склянки;
- Жир або олія — 1 столова ложка;
- Сіль — 1 щіпка;
- Сода — на кінчику столової ложки;
- Спеції — на власний смак.

### Тісто для страви
Тісто для страви готують, як правило, із пшеничного борошна, соди і солі (для в'язкості додають ще яйця, як хто). Заміс відбувається на соку тертої картоплі.
Тісто ж повинно бути середньої густоти, бо густе тісто важко розкочувати. Розкачане тісто нарізують ромбиками (спершу на горизонтальні пропорційні смужки, а потім їх розрізають вертикальними нахиленими під гострим кутом паралельні смужки). Обрізки тіста використовують для повторного його розкочування.

### Варіння
Нарізані копитки кладуть у таку кількість киплячої води, щоб вони могли вільно варитися. Воду попередньо підсолюють. Копитки вважаються готовими, коли вони після 5—6 (на середньому вогні) хвилин варіння спливуть на поверхню води. Після цього шумівкою вибирають їх у друшляк, дають стекти воді, а потім перекладають у рондель або каструлю. Залежно від смаку, при подачі на стіл їх здобрюють маслом чи олією, посипають шкварками або окремо подають мачанку (соуси, сметану)

### Інші види
У рецептурі можливі деякі зміни, унаслідок яких страва отримує додаткові смакові якості. Зазвичай це відбувається при замісі тіста, коли до нього додають додаткові складники (але щоб вони не були важливішими за основні). Це можуть бути: свіжий сир (настояний кілька днів), плавлений сир, житнє борошно (сірі копитки), яйця. А також експериментують зі спеціями: духмяний перець, суміші трав, приправ та зелені.

### Приготування
1. Картоплю очищують від шкірки та труть на мілкій (дехто й на середній) тертушці. Сік зціджують (кілька разів), але не увесь, бо використовують замість води.
2. Кладуть у каструлю або ж велику миску. Додають спеції (на смак) і перемішують.
3. Додають дрібку солі та соди і знову перемішують із вершковим маслом і роблять пюре.
4. Просівають борошно і перемішують із усією масою.
5. Гарно вимісивши тісто, загортають його на 10 хвилин у плівку або пакет, щоб тісто трохи настоялося і не обвітрилося.
6. Від готового картопляного тіста відрізують частину, яку починають розкочувати (качалкою) рівномірно на столі (завтовшки 0,5-1 см.
7. Ножем нарізують горизонтальні смужки (паралельно) на всю довжину тіста. Потім по цим смужкам нарізують вертикальні смужки (також паралельно) і під гострим кутом, щоб сформувалися ромбики.
8. Решту тіста тримають у плівці, а заготовки з тіста тримають під серветкою, щоб вони не пересихали.
9. Нарізані ромбики-копитки кладуть на змащену жарівницю і поміщають у духовку, щоби вони запеклися. Роками раніше їх ставили на рондель (змащений жиром) і запікали з обох боків.
10. Надалі обсмажені копитки готові були до приготування, і це відбувалося двома способами:

1. Ромбики копиток опускають у киплячу підсолену воду, злегка перемішують, щоб вони не пристали до дна і варять 2-3 хвилини після того, як вони спливуть.
2. Зварені копитки виймають шумівкою і кладуть у миску з жиром (вершкове масло, олія чи жир). Посипають смаженою цибулею, а за бажання й шкварками із сала.
3. Можна їсти зі сметаною, шкварками або підсмаженою цибулею (нарізають цибулю кубиками й обсмажують на олії до красивого рум'яного кольору).

1. За наявності більшої кількості сметани та додаткових складників, послуговувалися іншим способом — тушкуванням.
2. Підсмажені копитки перекладали в казанок і заливали сумішшю: сметани з приправами та складниками (гриби, м'ясні обрізки тощо). І на малому вогні тушили впродовж 15-20 хвилин.
3. До столу подавали в тому ж казанку або порційно.